# Grace Slick
Grace Barnett Wing coniugata Slick (Evanston, 30 ottobre 1939) è una cantante e pittrice statunitense.
Fu, insieme a Janis Joplin, la figura femminile di punta della scena musicale californiana, e un'icona della musica rock della seconda metà degli anni sessanta e settanta. Oltre a seguire la carriera solista, ha fatto parte come vocalist dei gruppi The Great Society, Jefferson Airplane e Jefferson Starship. Chiusa la carriera musicale, si è dedicata alle arti visive.

## Biografia

### Infanzia e adolescenza
Grace Wing (secondo quanto lei stessa dichiara, il cognome originale, di origini norvegesi, è Venia, altrove trascritto Vinje) nacque al Chicago Hope Hospital di Evanstone da Ivan Wilford Wing, funzionario di banca, e Virginia Barnett, che aveva lavorato come attrice e cantante, e per i primissimi anni di vita abitò a Highland Park, una zona residenziale sul lago Michigan che si trova a una trentina di chilometri a nord del centro di Chicago. Quando la Slick aveva tre anni, suo padre, seguito nei suoi spostamenti dal resto della famiglia, fu trasferito per lavoro a Los Angeles prima e successivamente a San Francisco, dove nel 1949 nacque il fratello Chris. Da piccola, sviluppò la passione per alcuni personaggi di storie per bambini, quali Alice nel Paese delle Meraviglie e Biancaneve.
Nei primi anni cinquanta la famiglia lasciò San Francisco per sistemarsi a Palo Alto. Nella città californiana Grace Slick frequentò la Senior High School e poi la Castilleja High School, finché nel 1957 decise di trasferirsi al Finch College di New York. Qui si avvicinò alla musica, soprattutto per il tramite delle folk singer di colore allora in auge - Miriam Makeba, Stan Wilson e in particolare Odetta, che la Slick riteneva più vicina di altre alle proprie caratteristiche vocali e che ebbe modo di vedere in un concerto al Greenwich Village. Terminato il college, la Slick si iscrisse all'Università di Miami, Florida, e lì frequentò un corso di arte.
Ritornò in California a seguito di un articolo apparso sul San Francisco Chronicle che descriveva quanto si stava muovendo sulla sponda del Pacifico, in particolare nella Bay Area di San Francisco dove stava maturando il germe del fenomeno hippie. In California svolse alcuni lavori temporanei, fra i quali quello di modella per un negozio di moda; inoltre rispose a un annuncio partecipando a un'audizione per il reclutamento di una vocalist, ma senza successo. Nel 1961 si sposò con uno studente di cinematografia, Jerry Slick, con il quale andò ad abitare a San Diego prima di stabilirsi definitivamente a San Francisco. Nella metropoli californiana cominciò a comporre musica, scrivendo la sua prima canzone per la colonna sonora di una pellicola amatoriale prodotta dal marito e aiutando il cognato Darby Slick nella composizione di Somebody to Love; nello stesso periodo, secondo quanto la cantante afferma, con un furgoncino assieme a un gruppo di amici prese a compiere incursioni oltre confine in territorio messicano, adottando comportamenti da "hippy" quando il termine non era ancora diffuso.

### La carriera musicale

#### The Great Society

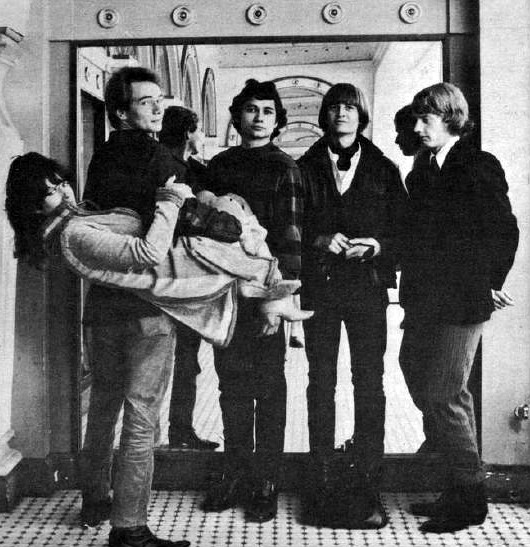
Da sinistra Grace Slick in braccio al marito Jerry, David Minor, Bard Dupont e Darby Slick

Nell'agosto 1965, assieme a Jerry Slick si trovò una sera ad assistere a un concerto dei Jefferson Airplane al Matrix, e fu allora che, invogliati dal divertimento e dal possibile guadagno, i due decisero di formare un gruppo musicale in cui la Slick sarebbe stata la cantante e il marito il batterista; e reclutarono Darby Slick come chitarrista, David Minor alla voce e chitarra e Bard Dupont al basso, sostituito poi da Peter Van Gelder. La formazione, che esordì a San Francisco il 15 ottobre dello stesso anno sul palcoscenico della Coffee Gallery, decise di battezzarsi The Great Society, richiamandosi sarcasticamente all'espressione che designava il programma politico dell'allora presidente in carica Lyndon B. Johnson, e assieme alla carriera musicale iniziò per Grace e per la gente di cui si circondava l'esperienza con la droga.
The Great Society si esibì come formazione di spalla di gruppi più famosi al Fillmore Auditorium in uno storico concerto tenuto nel dicembre 1965, mentre conquistavano popolarità fra i giovani i Trip Festival ideati e patrocinati da Ken Kesey. Un giorno di quella stagione Grace Slick, sotto i fumi della droga, ascoltò Sketches of Spain di Miles Davis e sovrappose alla musica certi passaggi presenti in Le avventure di Alice nel Paese delle Meraviglie riferiti alle conseguenze dell'uso di sostanze allucinogene. Il risultato fu un brano musicale che la sua compositrice intitolò White Rabbit, e che si ispirava anche al Boléro di Ravel.

#### Jefferson Airplane

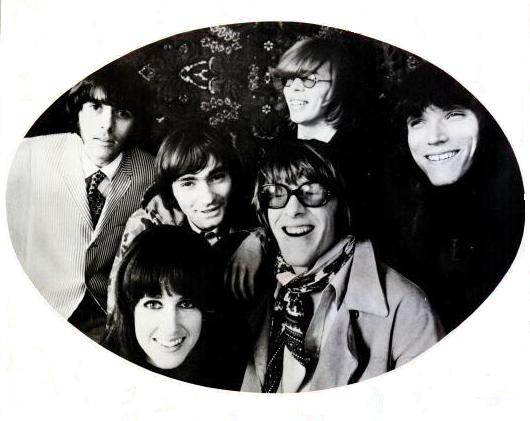
La formazione dei Jefferson Airplane nel giugno 1967

Ben presto il gruppo decise di sciogliersi, incrinato da due defezioni e con Darby Slick e Peter Van Gelder intenzionati ad andare in India a studiare il sitar sotto la guida dello strumentista indiano Ali Akbar Khan. Nello stesso periodo Signe Toly Anderson, cantante dei Jefferson Airplane, dopo aver partorito ed essersi sposata, aveva deciso di spostarsi in Oregon per dedicarsi alla neonata e alla famiglia. In previsione dell'abbandono della cantante solista nel settembre 1966 Grace Slick fu avvicinata all'Avalon Ballroom da Jack Casady, bassista degli Airplane, che le propose di subentrare alla Anderson; dopo un mese la Slick esordì come vocalist del nuovo gruppo, nei concerti live e in sala di registrazione, portando in dote due brani che avrebbero assicurato alla formazione un duraturo successo, White Rabbit e Somebody to Love, e che avrebbero acceso le polveri della rivoluzione psichedelica.
Nel 1967, mentre si accresceva la frattura generazionale con i suoi genitori, Grace Slick cominciò a frequentare i musicisti legati alla scena di Laurel Canyon. Lì ebbe modo di familiarizzare fra gli altri con David Crosby, Stephen Stills, Graham Nash, Joni Mitchell e Frank Zappa. Quell'anno assieme al suo gruppo partecipò al Monterey Pop Festival, dove venne a contatto con musicisti nordamericani, inglesi – come i Who – e con Ravi Shankar. Due anni dopo fu la volta del raduno di Woodstock, dove la sua esibizione coi Jefferson Airplane avvenne alle 6 di mattina e la Slick aprì il concerto con le parole «It's a new dawn», sottintendendo con il termine "alba" la portata innovativa e il punto di svolta costituito dall'evento. E infine sopraggiunse Altamont: dell'avvenimento la Slick conserva dei ricordi foschi, e nella fattispecie il litigio di Marty Balin con un Hell’s Angel e la rissa davanti al palco, avvenuta durante l'esecuzione di Sympathy for the Devil da parte degli Stones, che la cantante scorse dall'alto mentre si allontanava in elicottero assieme agli altri Jefferson Airplane. Come ebbe a scrivere a proposito Ralph Gleason sul San Francisco Chronicle, «In un giorno si erano concentrati in un luogo solo tutti i problemi della nostra società: ressa, violenza e disumanizzazione. Il nome del gioco era danaro, potere ed ego.»

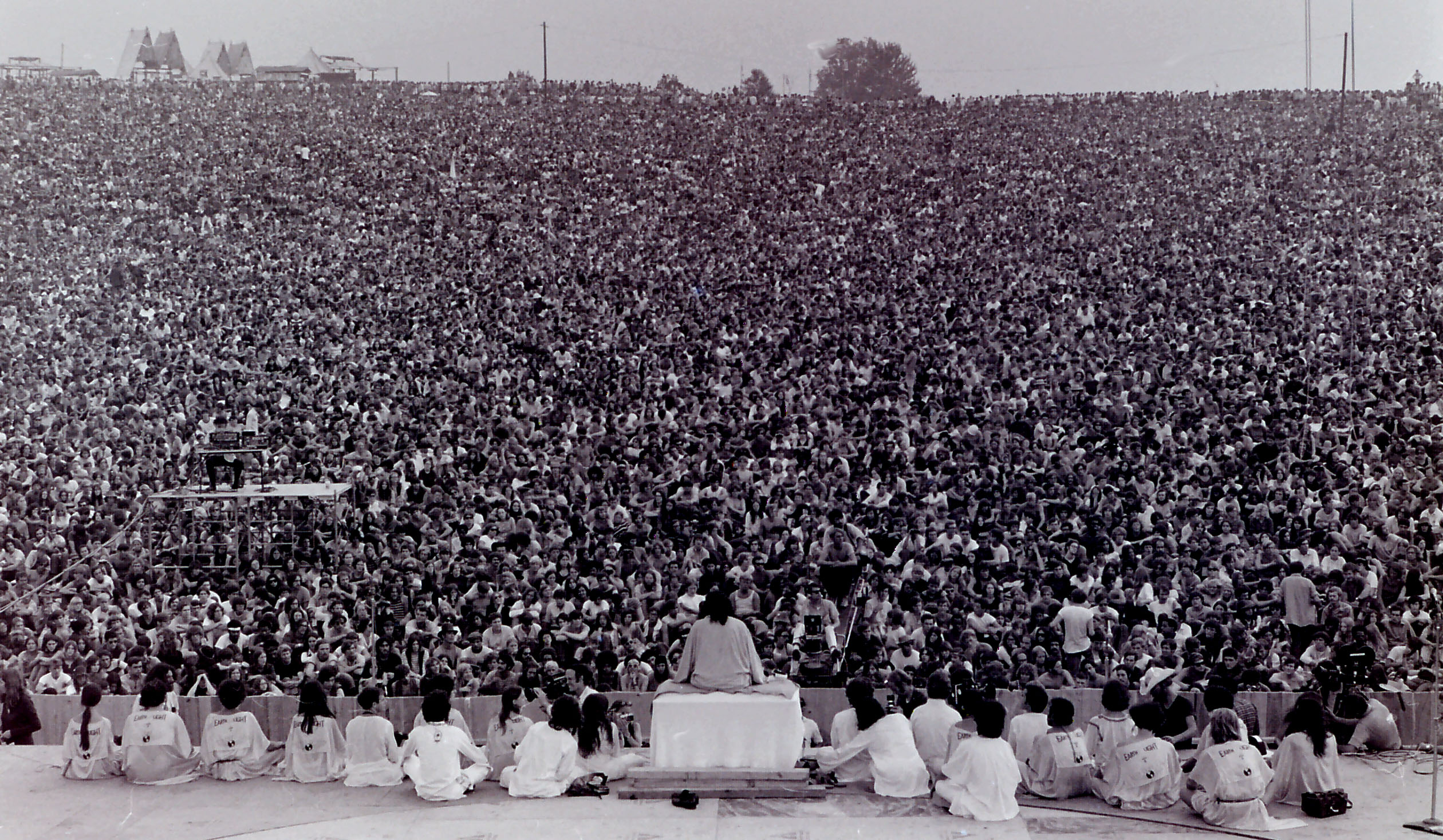
Cerimonia d’apertura del Festival di Woodstock

Dopo la registrazione del terzo album, After Bathing at Baxter's, alla fine dell'estate 1968 andò in tournée in Europa assieme ai Jefferson Airplane. Oltre all'esibizione al Festival di Wight, la formazione suonò a Copenaghen, Londra, Amburgo, Amsterdam e Francoforte. Negli spettacoli i Jefferson Airplane si alternavano ai The Doors di Jim Morrison. Fu nel concerto del 15 settembre ad Amsterdam che Morrison, imbottito di droga, durante l'esibizione degli Airplane entrò inaspettatamente in scena danzando freneticamente, ma collassò e dovette essere portato in ospedale.
Al ritorno dal tour europeo Grace Slick andò a vivere con altri membri dei Jefferson Airplane in una grande casa in stile vittoriano ai margini del quartiere di Haight-Ashbury che avevano acquistato facendola diventare il loro quartier generale. La Slick, assieme ad altri componenti del gruppo, partecipò alla realizzazione di un documentario del regista francese Jean-Luc Godard: la pellicola, One American Movie, li immortalò mentre si esibivano sul tetto di un albergo di New York. In quel periodo andò incontro anche a problemi di salute: le si svilupparono dei noduli alla gola che dovettero essere asportati in più operazioni chirurgiche.
David Crosby la chiamò a far parte di un ampio gruppo di musicisti provenienti da gruppi californiani (e anche solisti, come Joni Mitchell) per partecipare all'incisione del suo primo lavoro da solista, If I Could Only Remember My Name, e fra il 1971 e il 1973 assieme a Kantner - con cui era andata a vivere - Grace Slick registrò due album, Sunfighter e Baron von Tollbooth & the Chrome Nun (prendendo a prestito il soprannome di David Crosby e accostandolo al proprio). In seguito incise i successivi due album degli Airplane, Bark e Long John Silver, in un clima di progressivo affievolimento dell'entusiasmo che aveva contraddistinto i momenti iniziali della carriera del gruppo ora sulla via della dissoluzione. Nel maggio del 1971, per vincere la pressione dovuta ai primi segnali del disfacimento del gruppo e alla prossima maternità, si rifugiò nell'alcool, e a causa dell'ubriachezza ebbe un incidente di auto che rischiò di avere serie conseguenze per la sua incolumità.

#### Jefferson Starship e oltre

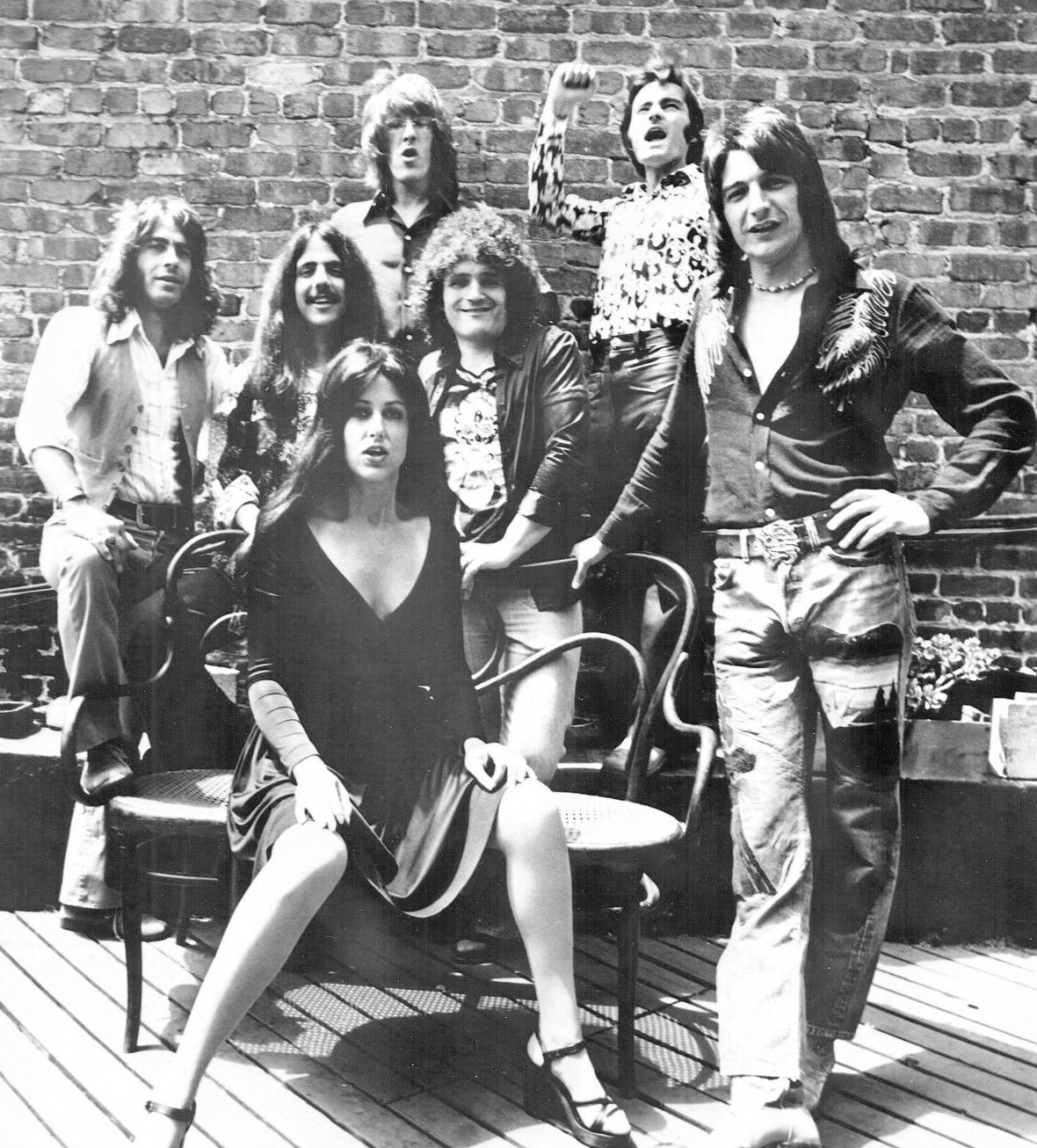
Gli Starship nel 1976: la Slick in primo piano, in seconda fila da sinistra Sears, Chaquico, Freiberg e Barbata, sullo sfondo Kantner e Balin

Come racconta la cantante, nel salotto della sua casa di San Francisco vide il nascere di una nuova formazione, che prese il nome di Jefferson Starship. Per questo nuovo progetto Kantner reclutò il batterista John Barbata, il tastierista Pete Sears, il bassista David Freiberg, e saltuariamente ne fece parte il violinista Papa John Creach. Al drappello si aggiunse Balin, rientrato per l'occasione, e successivamente Craig Chaquico alla chitarra solista. Col nuovo gruppo la Slick partì in tournée, durante la quale strinse un forte legame affettivo con Skip Johnson, il nuovo direttore delle luci. Nel 1978 effettuò un altro tour europeo con i Jefferson Starship, ma durante la tournée Grace Slick arrivò al punto di saturazione per un complesso di elementi che l'aveva ormai sfiancata artisticamente ed emotivamente; l'abuso di sostanze stupefacenti e il malessere la indussero a piantare in asso il gruppo.
Musicista nata, adesso senza più una formazione con cui comporre ed esibirsi, Grace Slick cominciò allora a lavorare al progetto di un album solista, (aveva già realizzato un album come solista nel 1974, Manhole) che si concretizzò in Dreams, inciso nel 1979, disco che l'artista ritiene il migliore della propria produzione da solista e in cui per la prima volta fa breccia una vena intimistica. Ma agli inizi degli anni ottanta, allettata da Paul Kantner, si riunì ai Jefferson Starship, e il successivo abbandono di Kantner la fece diventare l'unico elemento rimasto degli originali Jefferson Airplane.
Nel 1989 si ebbe una temporanea riunione dei membri che formavano i Jefferson Airplane dell'epoca d'oro; l'unico assente era Dryden che venne sostituito da Kenny Aronoff, e il tour che accompagnò e chiuse la ricostituzione del gruppo (e la carriera musicale della cantante) fu per Grace motivo di soddisfazione e di piacere nel ritrovarsi sul palco insieme ai vecchi amici dopo tanti anni.
Nonostante le precedenti dichiarazioni di non volere tornare a esibirsi dopo il ritiro dalle scene, l'ultima apparizione della Slick fu a un festival rock a Long Beach, California, a cui la cantante partecipò a seguito degli attentati dell'11 settembre 2001 sventolando la bandiera statunitense e precisando che essa andava intesa come simbolo di libertà.

## Vita privata
Dal 1967 il rapporto col marito Jerry Slick andò spegnendosi e i due divorziarono nel 1971, dopo una relazione che Grace Slick definì "senza passione" perché frutto di un'imposizione culturale. Questa libertà le dette modo di vivere brevi avventure, tra cui una con Jack Casady e un'altra con Spencer Dryden, con il quale si legò per due anni e a cui dedicò la canzone Lather. Quando la relazione con Dryden si concluse, la Slick si unì affettivamente a Paul Kantner, da cui ebbe una figlia, China, nata nel gennaio del 1971.
Nell'aprile 1970 ebbe modo di dare prova del proprio spirito ribelle e provocatorio. Lontana compagna al Finch College di Tricia Nixon (figlia del presidente statunitense, allora in carica), Grace Slick ricevette l'invito a partecipare a un tè alla Casa Bianca. La cantante era conosciuta per il suo atteggiamento anti-establishment, e in quel periodo il brano Mexico era una critica alle politiche proibizioniste dell'amministrazione in materia di droga; ma riuscì a superare il filtro preventivo poiché l'invito le era stato fatto a nome Wing. Ignorando la prudenza che l'evento avrebbe dovuto richiedere, si fece accompagnare da Abbie Hoffman, un notissimo attivista della sinistra radicale statunitense, e pianificò di penetrare all'interno dell'appartamento presidenziale con l'intento di versare acido lisergico nella teiera; all'ingresso fu però riconosciuta da un addetto alla sicurezza, fermata e poi allontanata.

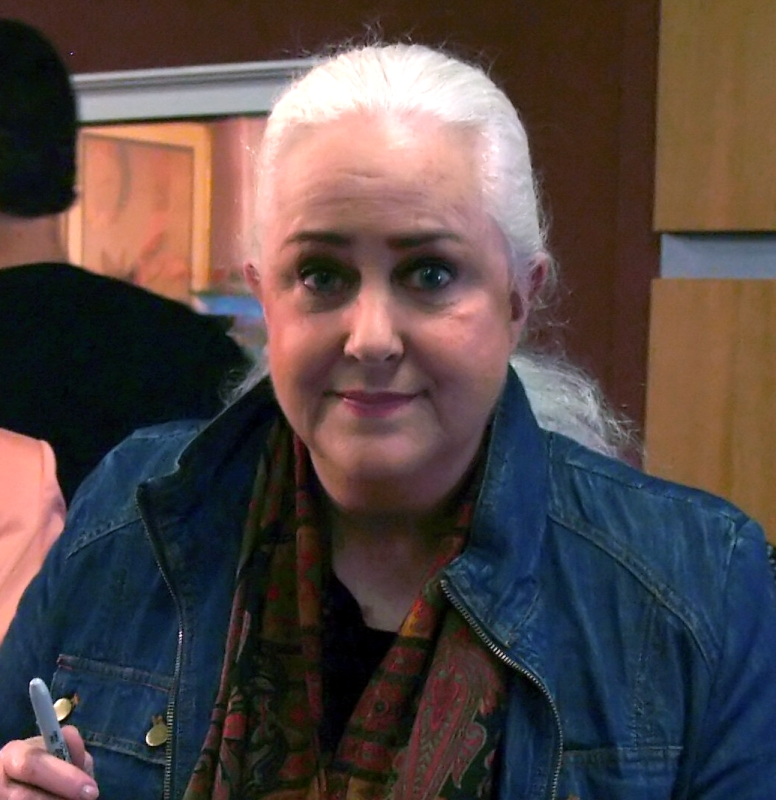
Grace Slick nel 2008

Nel 1974 intraprese una relazione con Skip Johnson, direttore delle luci del gruppo, durante la prima tournée degli Starship. La relazione con Kantner si era logorata, e così la Slick decise per la separazione, il che favorì lo sviluppo del nuovo legame con Johnson, che la cantante sposò alle Hawaii nel novembre del 1976. Dopo il suo abbandono dei Jefferson Starship nel 1978, Grace Slick attraversò una fase difficile segnata dall'alcolismo. Ricorda la cantante che la minaccia da parte delle autorità del ritiro della patente la costrinse a seguire corsi di disintossicazione.
Negli anni ottanta la Slick si impegnò come attivista contro la vivisezione e i test chimici sugli animali. In seguito alla sua attività animalista divenne vegetariana.
Dal 1990, ritiratasi dalle scene, si è dedicata alla pittura, scegliendo fra i suoi soggetti vecchi colleghi dell'ambiente musicale come Janis Joplin, Jimi Hendrix e Jerry Garcia. Ha esordito come pittrice in una mostra nel 2000 a Fort Lauderdale, in Florida. Da quel momento ha partecipato a un centinaio di rassegne tenute nelle più prestigiose gallerie d'arte europee e americane, con opere che trasmettono la stessa energia della Slick cantante degli anni sessanta e settanta.
Nel 2006, a seguito delle complicazioni dopo un intervento all'intestino, ha subito due operazioni e una tracheotomia. Attraverso la riabilitazione ha recuperato subito il suo spirito attivo e grintoso.

## Discografia

### Album da solista
Album in studio
- Manhole (1974)
- Dreams (1980)
- Welcome to the Wrecking Ball! (1981)
- Software (1984)

Raccolte
- The Best of Grace Slick (1975)
- The Best of Grace Slick (1999) (compilation album, include brani dei Jefferson Airplane, Jefferson Starship e Starship, nei quali Grace Slick fu cantante)
- The Best of Grace Slick (2000)

### Collaborazioni
con The Great Society
- Conspicuous Only In Its Absence (1968)
- How It Was (1968)
- Born to Be Burned (1995)

con Jefferson Airplane
- Surrealistic Pillow (1967)
- After Bathing at Baxter's (1967)
- Crown of Creation (1968)
- Bless Its Pointed Little Head (live, 1969)
- Volunteers (1969)
- The Worst of Jefferson Airplane (raccolta, 1970)
- Bark (1971)
- Long John Silver (1972)
- Thirty Seconds Over Winterland (live, 1973)
- Early Flight (raccolta, 1974)
- Jefferson Airplane (1989)

con Jefferson Starship
- Dragon Fly (1974)
- Red Octopus (1975)
- Spitfire (1976)
- Earth (1978)
- Modern Times (1981)
- Winds of Change (1982)
- Nuclear Furniture (1984)

con Starship
- Knee Deep in the Hoopla (1985)
- No Protection (1987)

con Paul Kantner
- Blows Against the Empire (1970)
- Sunfighter (1971)
- Baron von Tollbooth & the Chrome Nun (1973)

come ospite
- If I Could Only Remember My Name (di David Crosby, 1971)
- Papa John Creach (di Papa John Creach, 1971)
- Rolling Thunder (di Mickey Hart, 1972)
- Seastones (di Ned Lagin, 1975)
- 69 Times (di Rick James, 1982)
- Planet Earth Rock and Roll Orchestra (di Paul Kantner, 1983)
- Heart (di Heart, 1985)
- Back to Avalon (di Kenny Loggins, 1988)
- Deep Space / Virgin Sky (dei Jefferson Starship, 1995)
- In Flight (di Linda Perry, 1996)
- Windows of Heaven (dei Jefferson Starship, 1999)
- Jefferson's Tree of Liberty (dei Jefferson Starship, 2008)